# Ricardo Dillon
Ricardo Horacio Dillon (San José, Argentina, 4 de agosto de 1964) es un exfutbolista y entrenador argentino. Actualmente es el entrenador del Club Sportivo Desamparados de la Liga Sanjuanina de Fútbol. 

## Trayectoria

### Como futbolista
Como futbolista se desempeñaba en la posición de volante - delantero, jugó 235 partidos y marcó 55 goles.

### Como entrenador
Ricardo Dillon se inició como entrenador en el Independiente Rivadavia, después fue el entrenador de Desamparados. En el 2013 dirige al Juventud Alianza, club con el cual estuvo hasta el 2015, posteriormente en el 2017 pasa a ser el entrenador del Atlético Güemes.
En el 2018, es contratado como el nuevo entrenador del CD Olmedo de la Serie B de Ecuador, club con el que consigue el ascenso a la Seria A del fútbol ecuatoriano.
El 11 de agosto de 2019 es confirmado como es el nuevo estratega del Mushuc Runa.

## Clubes

### Como futbolista
| Club                               | País      | Año       |
| ---------------------------------- | --------- | --------- |
| Atlético Argentino de Mendoza      | Argentina | 1983-1984 |
| Juventud Alianza                   | Argentina | 1984-1985 |
| Gimnasia y Esgrima de Mendoza      | Argentina | 1985-1986 |
| Instituto Atlético Central Córdoba | Argentina | 1987-1989 |
| Independiente Rivadavia            | Argentina | 1993-1997 |
| Atlético Tucumán                   | Argentina | 1998-2000 |
| Godoy Cruz                         | Argentina | 2000-2001 |

Según el sitio web: https://www.ceroacero.es/equipo/club-alvear/67793?epoca_id=112 empezó jugando al futbol semi profesional en otro en el Club Alvear en la Provincia de Buenos Aires del interior bonaerense en el lejano año 1983.

### Como entrenador
| Club                    | País      | Año           |
| ----------------------- | --------- | ------------- |
| Independiente Rivadavia | Argentina | 2011          |
| Desamparados            | Argentina | 2012          |
| Juventud Alianza        | Argentina | 2013-2015     |
| Desamparados            | Argentina | 2015          |
| Atlético Güemes         | Argentina | 2017          |
| CD Olmedo               | Ecuador   | 2018-2019     |
| Mushuc Runa             | Ecuador   | 2019-2020     |
| Sportivo Desamparados   | Argentina | 2022-presente |